# Vikýřovice
Vikýřovice (en allemand : Weikersdorf) est une commune du district de Šumperk, dans la région d'Olomouc, en République tchèque. Sa population s'élevait à 2 291 habitants en 2023.

## Géographie
Vikýřovice est arrosée par la Desná et se trouve à 3 km à l'est du centre de Šumperk et à 185 km à l'est de Prague.
La commune est limitée par Sobotín au nord, par Hraběšice à l'est, par Nový Malín au sud, et par Šumperk et Rapotín à l'ouest. Vikýřovice fait partie de l'agglomération de Šumperk.

## Histoire
La première mention écrite de la localité date de 1391.

## Transports
Par la route, Vikýřovice se trouve à 4,3 km du centre de Šumperk, à 55 km d'Olomouc et à 229 km de Prague.